# Fabriqué à Taïwan

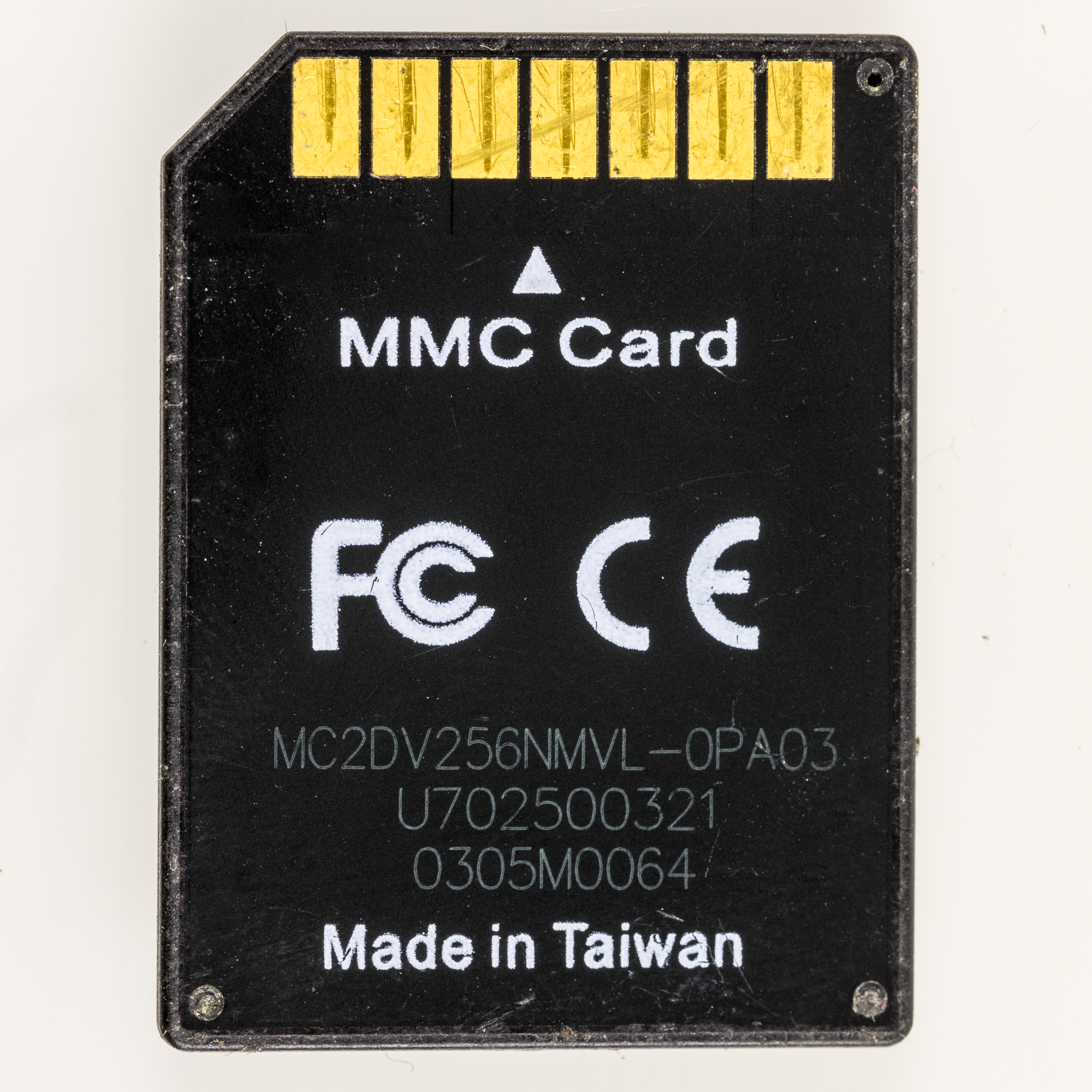
Carte MMC avec le label Made in Taiwan.

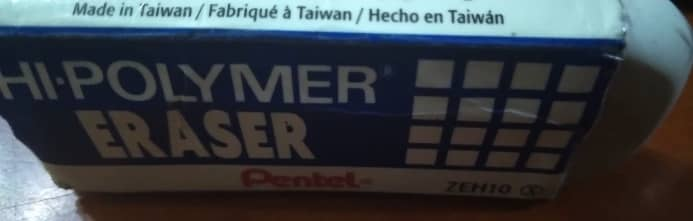
Gomme Pentel fabriquée à Taïwan

« Fabriqué à Taïwan » (Made in Taiwan en anglais, chinois simplifié : 台湾制造 ; chinois traditionnel : 臺灣製造 ; pinyin : Táiwān Zhìzào), est une indication du pays d'origine apposée sur les étiquettes des produits fabriqués à Taïwan. Alors que l'économie de Taïwan augmentait sa production, le label Made in Taiwan a été appliqué à des produits comme des textiles, des jouets en plastique et des vélos dans les années 1980 aux ordinateurs portables et aux puces informatiques dans les années 1990; plus de 80% des ordinateurs portables dans le monde sont conçus à Taiwan.
En 1991, le Taiwan External Trade Development Council (TAITRA) a chargé la société de design Bright & Associates d'améliorer la qualité et l'image de la marque Made in Taiwan.
En 2010, le ministère des Affaires économiques a poussé à promouvoir les produits certifiés fabriqués à Taïwan, y compris le stockage des articles participants dans les grandes chaînes de magasins.

## Économie de Taiwan

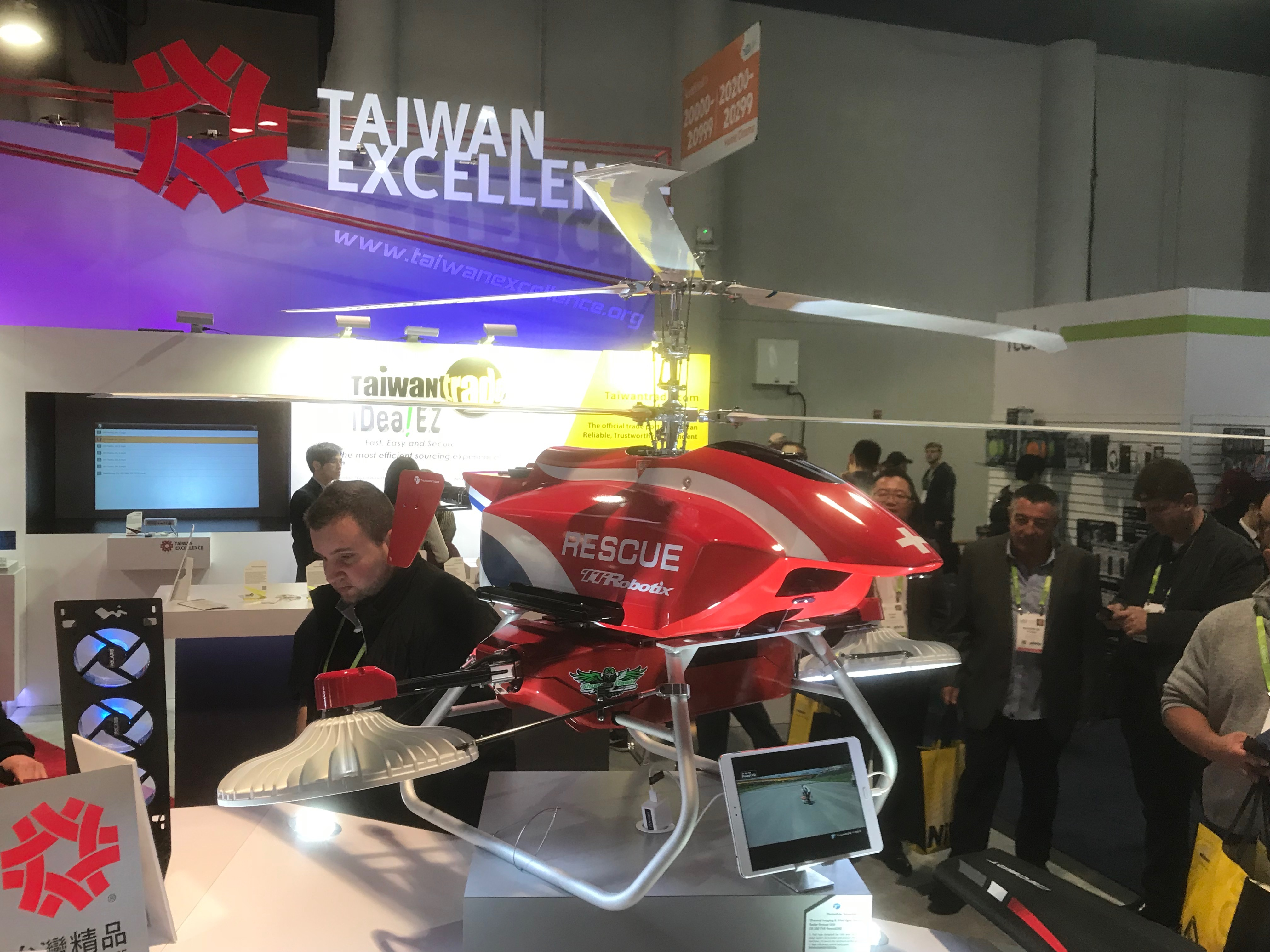
Un exemple d'hélicoptère modèle Thunder Tiger.

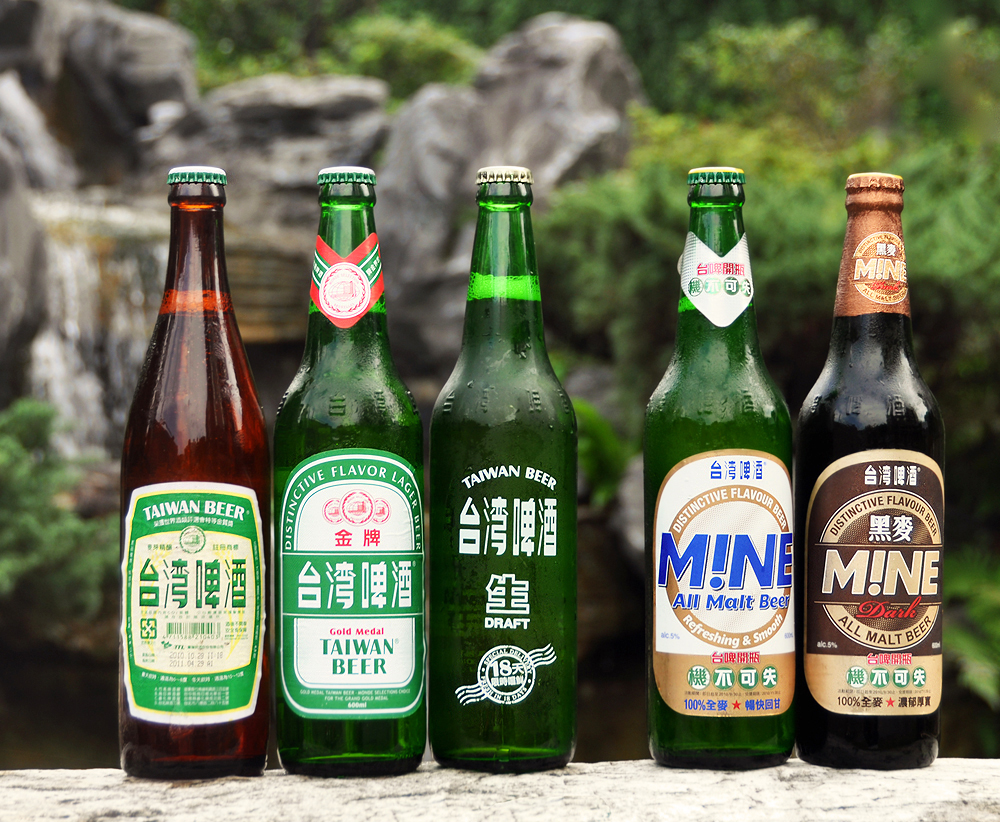
Taïwan Beer, une bière taïwanaise.

### Électronique de consommation
Certaines marques célèbres de produits électroniques grand public « Made in Taiwan » sont Acer, Asus, Garmin, HTC et Gigabyte Technology.

### Automobile et transport
Des entreprises comme Luxgen et Maxxis produisent des véhicules à moteur, tandis que Giant et Merida sont parmi les principaux fabricants mondiaux de vélos.

### Aliments
Le Taiwan Tobacco and Liquor Corporation produit de la bière, Taïwan Beer.

### Maquettisme
Une entreprise connue dans le monde entier est Thunder Tiger.